# Andinsk beckasin
Andinsk beckasin (Gallinago jamesoni) är en vadarfågel i familjen snäppor, förekommande i bergstrakter i Sydamerika.

## Kännetecken

### Utseende
Andinsk beckasin är en kraftig morkulleliknande beckasin med en kroppslängd på 28 cm. Näbben är lång, kraftig och något nedåtböjd i spetsen. I flykten har den påtagligt breda och mycket rundade vingar. Ovansidan är mörkbrun med beigefärgade strimmor och band på manteln, dock avsaknad av ett tydligt "V" som hos andra beckasinarter. På hjässan syns rätt svagt kontrasterande mörkbeige ögonbrynsstreck och centralt hjässband. Den är vidare brunbeige med bruna fläckar och streck på huvudsidan, strupen och bröstet, medan resten av undersidan är kraftigt sotbandad. Stjärten saknar inslag av rostrött och vitt.

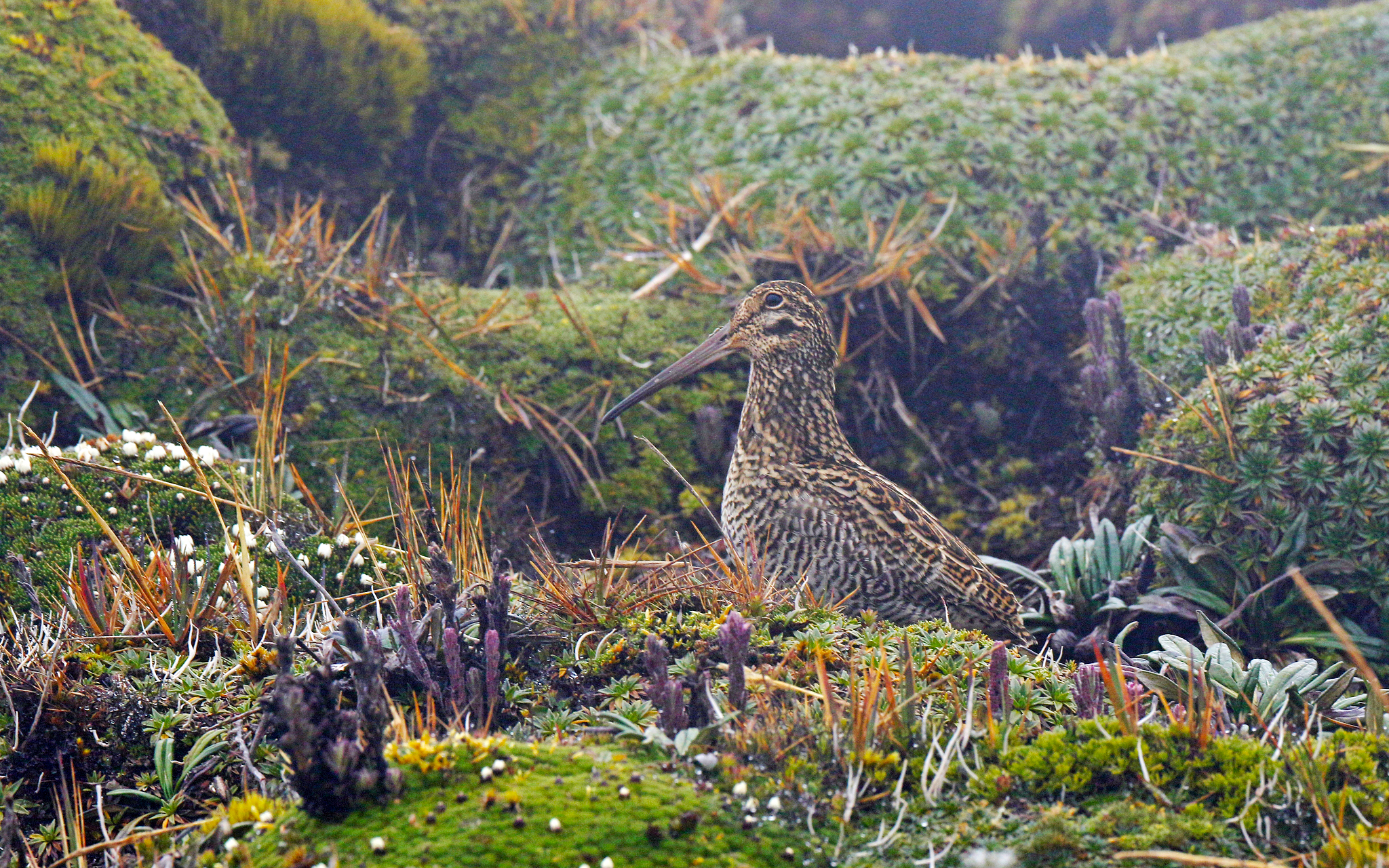

### Läte
Från marken hörs ett grodlikt "whik-ick-ick-ick...", vid uppflog ett mer högljutt "whit". Liksom andra beckasiner har den en stigande och fallande spelflykt, varvid den alstrar ett brummande ljud med stjärtpennorna.

## Utbredning och systematik
Andinsk beckasin förekommer i Anderna från Colombia till västra Venezuela och östra Venezuela, mellan 2100 och 4300 meters höjd. Den behandlas som monotypisk, det vill säga att den inte delas in i några underarter.

### Släktestillhörighet
DNA-studier visar att den andinska beckasinens förmodade nära släkting kejsarbeckasinen troligen är närmare släkt med beckasinerna i Coenocorypha än de i Gallinago. Än så länge har detta dock inte lett till några taxonomiska förändringar.

## Levnadssätt
Andinsk beckasin hittas i höga bergstrakter i blöta områden i páramo, framför allt där vatten rinner över mattor av mossor samt i höga bestånd av säv och gräs. Den undviker dock våtmarker utan skyddande växtlighet. När den skräms upp flyger den iväg rakt och tungt.

## Status
Arten har ett stort utbredningsområde och internationella naturvårdsunionen IUCN kategoriserar arten som livskraftig. Beståndsutvecklingen är dock oklar. Världspopulationen uppskattas till endast mellan  3900 och 5200 adulta individer.

## Namn
Fågelns vetenskapliga artnamn hedrar William Jameson (1796-1873), skotsk botaniker, zoolog och samlare av specimen i Ecuador 1826-1873.